# Pseudolimnophila mauritiana
Pseudolimnophila mauritiana là một loài ruồi trong họ Limoniidae. Chúng phân bố ở vùng nhiệt đới châu Phi.